# شیلدز شمالی، استرالیای جنوبی
شیلدز شمالی (به انگلیسی: North Shields) یک شهرک در استرالیا است که در استرالیای جنوبی واقع شده‌است.